# De Arend (Coevorden)
De Arend is een in 1888 in Haarlem gebouwde stellingmolen met houten achtkant op stenen voet en is in 1894 verplaatst naar de Krimweg 60 in Klooster in de gemeente Coevorden. Er zijn twee koppel maalstenen en voorzien van een regulateur. De molenstenen zijn blauwe stenen van 140 cm doorsnede. Ook is er een door de molen zelf aangedreven koekenbreker voor het breken van de lijnkoeken aanwezig.
Het gevlucht is 20,50 m en heeft gelaste, ijzeren roeden met een Oudhollandse wiekvorm.
De kap van de molen is gedekt met riet en voorzien van een neutenkruiwerk, hetgeen een kruiwerk met houten neuten is. Het kruiwerk wordt bediend met een kruilier.
De bovenas is een uit 1863 stammende gietijzeren as van de firma L.I. Enthoven & Co. De as en het kruiwerk worden gesmeerd met reuzel en de kammen (tanden) op de tandwielen met bijenwas. De vang, waarmee het wiekenkruis wordt afgeremd, is een met een wipstok bediende Vlaamse vang met duim.
Het luiwerk voor het opluien (ophijsen) van de zakken graan en het afschieten (laten zakken) van het maalgoed is een kammenluiwerk.
De molen is gerestaureerd in 1937 en 1978. Bij de restauratie in 1937 werden de roeden gestroomlijnd met Van Busselneuzen en in 1978 zijn er nieuwe roeden gestoken, maar nu weer met Oudhollandse wiekvorm.
In 2008 waren er plannen om een replica van de Arend in het Canadese Vancouver te bouwen om tijdens de Olympische winterspelen van 2010 als Holland house te functioneren. Als gevolg van de economische crisis werd dit plan echter afgeblazen.
Op 18 oktober 2011 zijn beide roeden gestreken en meegenomen naar de werkplaats van de molenmaker. Daar zijn ze voorzien van nieuw houtwerk en op 9 november weer gestoken.
In 2013 is het zuidelijk maalkoppel onder handen genomen, alles is opnieuw afgesteld, vastgezet en gesmeerd. Sinds 17 augustus 2013 is de molen weer maalvaardig. Er werd voor het eerst weer graan gemalen na zo'n 50 à 60 jaar.

## Overbrengingen
- De overbrengingsverhouding is 1 : 5,78.
- Het bovenwiel heeft 59 kammen en de bovenbonkelaar heeft 31 kammen. De koningsspil draait hierdoor 1,9 keer sneller dan de bovenas.
- Het spoorwiel heeft 85 kammen en de beide steenrondsels 28 staven. De steenrondsels draaien hierdoor 3,03 keer sneller dan de koningsspil en 5,78 keer sneller dan de bovenas.
- Het wiel van de koekenbreker heeft 28 kammen.
- Luiwiel (hijswerk): 28 kammen
- Luiaswiel: 17 kammen
- Op de bolspil van het Noord-koppel zit ook een tandwiel voor windaandrijving van de builmachine, deze heeft 11 kammen en het tandwiel van de builmachine heeft 27 kammen.

### Eigenaren
- 1894 - ........: Johannes Bernardus Soppe
- ........ - 1976: Hermanus Soppe
- 1976 - heden: Gemeente Coevorden

## Trivia
- in de jaren 1960 werd de vervallen molen vergezeld door 23 modelmolentjes.